# Jan Rudolf Hommes

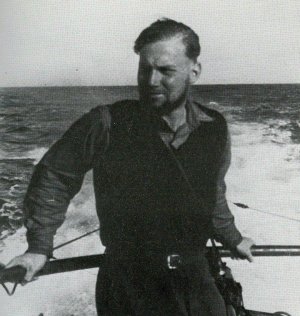
Jan Rudolf Hommes op een U-Boot als oorlogsverslaggever in Duitse dienst.

Jan Rudolf Hommes (Den Haag, 8 juli 1918 – 1991) was een Nederlandse jurist, nationaalsocialist en ambtenaar.

## Afkomst
Hommes was het laatste kind en een nakomertje in een gezin waarvan de vader officier was en de moeder (een achternicht van Cort van der Linden, minister-president) een zekere hang naar een joyeus leven had. Het huwelijk van zijn ouders eindigde dan ook in een scheiding. Hommes had twee oudere broers, geboren in 1900 en Gerard, geboren in 1907.

## Politieke bewustwording
In 1936 woonde hij de Olympische Spelen in Berlijn bij. Het spektakel maakte grote indruk op hem, in het bijzonder wegens de strakke en perfecte organisatie. Vlak daarvoor, op zijn achttiende verjaardag meldde hij zich aan als lid van de Nationaal-Socialistische Beweging (NSB). Reeds een jaar later verliet hij de beweging weer, naar aanleiding van de affaire Van Duyl (de eigenzinnige Hilversumse NSB-predikant Gerrit van Duyl raakte in conflict met Mussert, die hem vervolgens uit de beweging stiet). Hommes voltooide op 20 september 1940 zijn rechtenstudie, die hij aan de Leidse universiteit volgde. Begin december vertrok hij op eigen initiatief naar Berlijn, om zich te bekwamen in het arbeidsrecht. Daar liet hij zich opnieuw als lid van de NSB inschrijven, met als reden dat naar zijn mening Musserts beweging als enige partij in staat was het Nederlandse volk tot een eenheid te smeden. Van studeren kwam echter weinig terecht, ook omdat hij steeds vaker als freelance journalist begon te werken. Vanuit Berlijn schreef hij voor de socialistische krant Het Volk en voor de nationaalsocialistische krant Het Nationale Dagblad. Ook leverde hij bijdragen voor Radio Bremen.

## Kriegsberichter
Na de Duitse inval in Rusland op 22 juni 1941 meldde hij zich aan als Kriegsberichter. Dat ging in het najaar van 1941 gepaard met een militaire opleiding bij de Waffen-SS. Maandenlang was hij als verslaggever en frontfotograaf werkzaam rond Rshew, tweehonderdvijftig kilometer noordwestelijk van Moskou. Hij leverde vele verslagen van de strijd in Rusland, in de vorm van met zijn eigen foto's geïllustreerde artikelen. Hij begon ook 'frontgedichten' te schrijven. In mei 1942 liep hij difterie op. Na behandeling werd hij begin augustus 1942 overgeplaatst naar Parijs. Hij belandde bij de Kriegsmarine, maakte als oorlogsverslaggever een maanden lange duikbootreis mee naar het Caraïbisch gebied. Hiervan deed hij uitgebreid verslag in onder meer de Münchner Illustrierte Presse, de Berliner Illustrierte Zeitung en Het Nationale Dagblad. In mei 1943 belandde hij wederom aan het oostfront, ditmaal nabij Charkov. Dit was na Kiev de grootste stad van  Oekraïne, waar vóór de oorlog fabrieken voor tractoren, locomotieven, machines, kogellagers en oorlogsmaterieel werden gebouwd. Tijdens de oorlog zou dit strategisch interessante doelwit vier keer van veroveraar verwisselen. Gedichten van hem verschijnen in die tijd in Storm (het weekblad van de Nederlandsche SS), in De Waag en in De Schouw. Eind december 1943 keerde hij voor verlof naar Nederland terug.

## Literator
Tussen de bedrijven door had hij kans gezien Het sprookje van den veldgrijzen strijder te schrijven. Het allegorische verhaal (sterk antisemitisch gekleurd) moest de keuze voor een vrijwillig vertrek naar het oostfront rechtvaardigen. Hommes' hoofdpersoon is een 'veldgrijze strijder', die de strijd aanbindt met de 'Roode Beerdraak'. Om de dilemma's te verduidelijken, liet de schrijver enkele dialogen aan de keuze voor het front voorafgaan: van de Strijder met de heksen Laster en Haat, met de 'zachte mensch' Humanitas, de genotzuchtige Satisfait, professor Wetenschap en kapitein Tucht. De hoofdpersoon vraagt zich af:
Mag ik werkeloos blijven, waar anderen zwoegen aan den bouw van den dam? Mag ik dadenloos toezien, zoo knaagde zijn denken, hoe duizenden strijders zich offeren onder den woedenden klauw van den Beerdraak? Of is het mijn plicht, zoo zei hem zijn eerlijk gevoel, het zwaard uit de scheede te trekken en mede te vechten, want wordt ook niet mijn land doorde veldgrijze strijders beschermd? (...) Stond de mens aanvankelijk voor een 'gapend Niets', thans is er een nieuwe geest in onzen tijd gevaren. Het is een frissche geest, die met de energie der jeugd het zwaarste probleem aandurft, aanpakt, aankan!
Later in het verhaal voert Hommes een drietal jongeren op: een vriend van de veldgrijze strijder die zich nu voor hem schaamt en geen kleur wil bekennen, een brutale student en een jongen van zeventien die het gedrag van de anderen tracht te imiteren. Met name die laatste probeert de Strijder te overtuigen door hem telkens een keuze voor te houden: boekenwijsheid versus juist begrip der dingen, gezapigheid en luiheid versus bruisende energie en de wil tot scheppen, levensangst versus durf, liefde voor Joden versus liefde voor eigen volk, de verwaarlozing van 's lands veiligheid versus dienstplicht, kleinzieligheid versus ruime blik. Even werpt de jongen tegen dat hij wellicht thuis geen toestemming zal krijgen, maar ook dat bezwaar wuift de strijder weg: 'Het kan je niet verboden worden jongen: je bereidheid voor je ideaal te lijden, geeft je ook het recht je eigen wil te volgen.'
Hommes' verhaal verwoordde precies de opvattingen van de doorsnee Nederlandse nationaalsocialist ten aanzien van de tekortschietende vooroorlogse democratie en de noodzakelijke strijd tegen Rusland. In zijn sprookje echter geen happy end. Zijn Strijder sneuvelt uiteindelijk in de oorlog tegen de Roode Beerdraak, maar niet nadat de stervende een visionaire blik op een betere toekomst was gegund. Hommes boodschap was onomwonden: wie tekende voor het oostfront mocht weliswaar het leven laten, zijn offer zou niet vergeefs zijn.
Vanuit zijn ouderlijk huis in Den Haag zond Hommes een brief aan J.C. Bartels, het toenmalige hoofd van de Nederlandsche Nationaal-Socialistische Uitgeverij (Nenasu), die de meeste NSB-publicaties verzorgde. Uit de brief:
De Kriegsberichterstandarte Kurt Eggers, de Germanische Leitstelle en Dr. v. Ham hebben zich niet alleen bereid verklaard en willen het zelfs tegen eventuele weerstand doordrukken, dat het volgende plan verwezenlijkt wordt:
1. 1. Het sprookje van den veldgrijzen strijder wordt in brochurevorm uitgegeven en is bestemd voor kameraden aan het front (ook NSKK enz.).
  2. Het aantal exemplaren van de 1. druk bedraagt 5.000.
  3. Daar de SS het financieren moet (het boekje komt niet in den vrijen handel), noemt de Nenasu zich niet als uitgever.

Zelf bedong Hommes een honorarium van f 100 (omgerekend naar de waarde in 2005 is dit: € 535) voor zijn schrijfwerk, 'zonder specificatie'. In april 1944 waren de boekjes gedrukt, voorzien van illustraties van Cor van Deutekom, en werden er maar liefst 6000 exemplaren afgeleverd aan de Germanische Leitstelle in Den Haag.
Alhoewel wij het betreuren, dat dit boekje geen Nenasu-uitgave is geworden, verheugt het ons toch, dat het werk van uw zoon niet vergeefsch is geweest. Mocht hij in de toekomst een manuscript gereed maken, dan hopen wij, dat hij onze medewerking weet te waardeeren en den weg naar onze uitgeverij zal weten te vinden,
schreef Bartels op 3 april 1944 aan Hommes' vader.

## Nederlaag en gevangenschap
In de zomer van 1944 keert Hommes, inmiddels SS-officier met de rang Obersturmführer (eerste luitenant) geworden terug naar Nederland. Hij wordt belast met de opleiding van vrijwilligers voor de Nederlandse Landstorm. Op 14 april 1945 wordt hij gevangengenomen door Canadese militairen. Tijdens zijn internering had hij weer tijd om te dichten. Met Kerstmis 1946 behaalt hij de derde prijs in de dichtwedstrijd die de gevangenen in Fort Erfprins te Den Helder hadden georganiseerd. In september 1948 kwam hij voor zijn rechters, waar hij werd veroordeeld tot acht jaar gevangenisstraf, met aftrek van zijn internering. De Hoge Autoriteit die zijn vonnis moest fiatteren, mr. Th.L. van Berckel verlaagde het vonnis tot drie jaar, zodat Hommes onmiddellijk in vrijheid werd gesteld.

## Een nieuw leven
In 1950 reist Hommes af naar Nieuw-Guinea, als juridisch adviseur van mr. S.L.J. van Waardenburg, gouverneur van Nieuw-Guinea. In 1963, na de overdracht van het gebied aan Indonesië, wordt Hommes hoofd van de afdeling Personele Zaken van het bestuur ter plaatse. Enige jaren later keerde Hommes terug naar Nederland. Hij aanvaardde een functie op het ministerie van Landbouw en Visserij, in welke hoedanigheid hij veelvuldig deelnam aan Brusselse beraadslagingen op het hoogste ambtelijke niveau binnen de Europese Gemeenschap. Zelf zei hij daarvan:
Ik kan er niet genoeg de nadruk op leggen dat ik het als een wonder ervaren heb dat ik mezelf terugvond als vertegenwoordiger van het Koninkrijk der Nederlanden en dat ik namens dat Koninkrijk mijn stem uitbracht. Dat ik dat mocht. Opnieuw mocht ik voor de Europese eenheid werken. Daar had ik het in mijn sprookje al over. Ik ben steeds consequent gebleven. Zoals het al eerder de droom van Napoleon was, en in mijn leven bij de SS en aanvankelijk sloot Brussel daarop aan. Later niet, toen werd het een grote bureaucratie. Bij de SS dachten we ook puur internationaal, dat in tegenstelling tot de NSB, die dachten alleen kleinburgerlijk.
Hommes heeft zijn SS-verleden nooit helemaal afgeschud. Tot aan zijn dood in 1991 was hij een graag geziene gast op bijeenkomsten van oud-SS'ers. In die kringen wordt hij herinnerd als 'een echte SS-man, een overtuigd nationaal-socialist'.